# 金陵协和神学院
金陵協和神學院是中国基督教新教三自爱国教会的最高學府，是一間全國性的新教神學院，現校址位於南京市江宁区江寧大學城龙眠大道樵歌路100号，首任院長是前全國政協副主席丁光訓。1952年由中共当局领导下的中國基督教三自愛國運動委員會在金陵神学院等十几个神学院基础上合并創建。

## 历史
金陵协和神学院的前身是美國基督教會在華開辦的金陵圣经学院。金陵圣经学校（Nanking Bible Training School）是一个超宗派的在华神学机构，于1911年由卫理公会的“圣道馆”（The Fowler School of Theology）、基督教长老会华中联合神学院的“圣道书院”和美国基督会（Disciples’ Mission）的“使徒圣经学院”合并而成， 并于同年9月13日正式开学。当时的学生有44人，教职员44人。开校的第二年，校董会决定把原来的“金陵圣经学校”改名为“金陵神学”（The Nanking School of Theology），并于同年冬天开办“金陵女子圣经学校”（即金陵女子神學院）。五年之后的1917年，“金陵神学”再改名为“金陵神学院”（Nanking Theological Seminary）。
教授团方面，除了一批任教主要神学科目的外国人外，中国教授亦为数不少。例如有陈金镛牧师（新约历史、中国文学）、贾玉铭牧师（圣经释义学、金陵女子圣经学院院长）、李永训牧师（比较宗教、伦理学）、俞安乐牧师（新约、牧养神学）等。另外，学院非常注重学生对国学的修养。学院要求学生除了学习基督教知识外，更把中文、中文写作及中国文学纳入为必修科。这做法带有强烈本色化神学的色彩。
在学制方面，开始的头五年只举办平信徒圣经培训及个别函授课程，自1917年学校升格为“神学院”开始，学院才提及较具规模的三年制神学教育。
初期的金陵在神学观点上有“基要派”与“自由派”的分歧。在教师33人中，有三分之一是基要派观点。在学生的105人中，有六成是基要派观点。当时金陵教务处规定，神学和圣经范围内的若干课程，各按“现代”或“基要”的观点分班上课，没有“统一信仰”的指令。 因此，当时只有105个学生的金陵却提供75个科目。校董会亦提倡“彼此尊重”。
在1938-1946这八年抗日戰爭期间，金陵神学院分为两部份：“金陵神学院上海分校”与“金陵神学院成都分校”。金陵神学院在上海出版了多份刊物，包括《金陵神学志》、《金陵神学录》、《金陵神学院圣乐习》等。成都分校方面，迁往四川成都的神学院得到华西协和神学院(West China Theological College)的大力帮助。学院于1941年开始编译《基督教历代名著》。这个大规模的翻译计划的目的是将基督教二千年来的重要著作译成中文，并分为三部份：第一部份是从二世纪到改教时期，共二十卷；第二部门为改教时期到一八八零年左右，共二十五卷；第三部份是现代著作，共八卷。虽然整个翻译计划长达二十多年（最后一本翻译作品为《基督教早期文献选集》，于1975年出版），整个翻译工作也于海外进行，但是对成都时期的金陵神学院来说，这计划可说是非常重要。
1952年11月由於院系調整和“三自運動”的政策，華東地區12所神學院聯合組成的金陵協和神學院正式在南京成立。这11所神学院是：
- 南京金陵神学院
- 南京金陵女子神学院
- 上海圣公会中央神学院
- 上海中华浸会神学院
- 杭州中国神学院
- 无锡华北神学院
- 济南齐鲁神学院
- 漳州闽南神学院
- 福州福建协和神学院
- 宁波三一圣经学院
- 镇江浸会圣经学院
- 济南明道圣经学院

1952年12月10日首届董事会在上海召开推选出吴耀宗为校董会主席，丁光训为院长，诚质怡、丁玉璋为副院长。
1949年后的金陵协和神学院在学制方面与先前的分别不大，设有研究科、神学科与圣经科，各为三年制课程。对于学历较低的学生设一年的预科。学生人数方面，明显地比解放前的人数大幅减少。一般平均来说，每年若有70-80个学生，最多达100人。
然而，在课程上的最大改动，就是于1956年1月被迫增添了所謂的“教牧同工专修科”。教牧同工专修科成立的目的，就是要培育一批“爱国爱教”的教牧人员，并在各地教会的“三自运动”中起着“良好”的作用。在课程内容方面，专修科主要为解决教牧同工在三自教会所遇到的神学问题。课程包括“圣经精义”、“神学专题”、“原文字义研究”、“教牧工作”四部份，其中“圣经精义”与“神学专题”针对有关“教会堕落”、“帝国主义毒素与基督教”等问题作解释。使金陵淪為政府的工具。
随着反右整风运动的开始，政府对宗教活动的打击进一步打壓。金陵协和神学院的全院师生须参与于1958年“五教会议”的社会主义教育，所有教学活动因此而停止，足足有三年停课的时间。虽然学院于1961年复课，但全国的宗教活动已受到极大的打击，所以学院已没有再度招生。学院只开办“教牧同工进修班”，加强对教牧同工对政治上的教育工作。虽然1962年曾尝试开办本科课程，但这六十年代唯一一届的本科班。另一方面，同年中国基督教第二届全国会议决定将燕京协和神学院并入金陵，金陵协和神学院成为全国唯一的神学院。然而，金陵协和神学院可说已进入半死状态。
然后，文化大革命于开展，中国政治气氛愈趋紧张。宗教所面临的打压可说是最高峰。因此，1966年8月，金陵协和神学院正式被宣布解散。红卫兵占领了学校礼堂，少数教职员被批斗，一些则被勒令回家。学舍长期被红卫兵所占用。1968年，江苏省革命委员会要所有教职员参加统战人员学习班。后来一些教职员又调去作翻译英文的工作。
1979年1月1日，成立南京大学宗教研究所，这是在中国国立大学里成立的第一个宗教专门研究机构。院长丁光训擔任南京大学南京大學副校長兼任宗教研究所所长。1980年2月，三自愛國教會常委擴大會議決定南京金陵神學院复校。1981年2月，在全国率先復課（与南京大学宗教研究所施行两块牌子，直至1990年代中期），招收了文革后第一批神學生。现在仍是惟一面向各地，并招收研究生的神学院。
直至1980年10月金陵协和神学院正式复校。。隨後在1981年2月復課。金陵宣布复校后，金陵在两个月内共收到全国千多人报名。现在仍是惟一面向全国，并招收研究生的神学院。1989年所举办的“圣经函授班”推出时，在全国的报名者高达15,200人，最后取录了1,000人。取此之外，在全国各地（特别是没有神学院的地方）有100,000人以自修的方式到金陵神学院进修。由于可见，金陵协和神学院可算是八十年代后中国神学教育的中心。
复校后的办学宗旨仍然为培养“爱国爱教”，强调学生在“灵、德、智、体、群”的全面发展。尤其在“德育”上，金陵继续灌输“三自”的思想。虽然学院继续一贯其“三自爱国”的宗旨，课程上亦比香港的福音派神学院多着重当代神学，但整体来说金陵神学院正走进在基督教神学教育的正轨当中，已不单单是解放初期的纯粹三自工具。
金陵神学院的历史可以说是中国教会历史的缩影。有关三自运动与金陵神学院的关系，陆昆有这样的评论：金陵在三自的神学教育系统中有极特殊的地位：金陵是最早恢复招生、学生人数最多、唯一在全国招生、唯一有研究科的神学院。而且全国各神学教育机构的青年骨干大都出身于这一学校，新一代领袖多出自金陵，由两会最高领袖丁光训直接坐镇……所以金陵实为瞭解三自教会的最佳标本。
在2005年，學院決定于江宁擴建新校區，有關工程亦於2008年完工，已于2009年4月正式搬迁。

## 校址

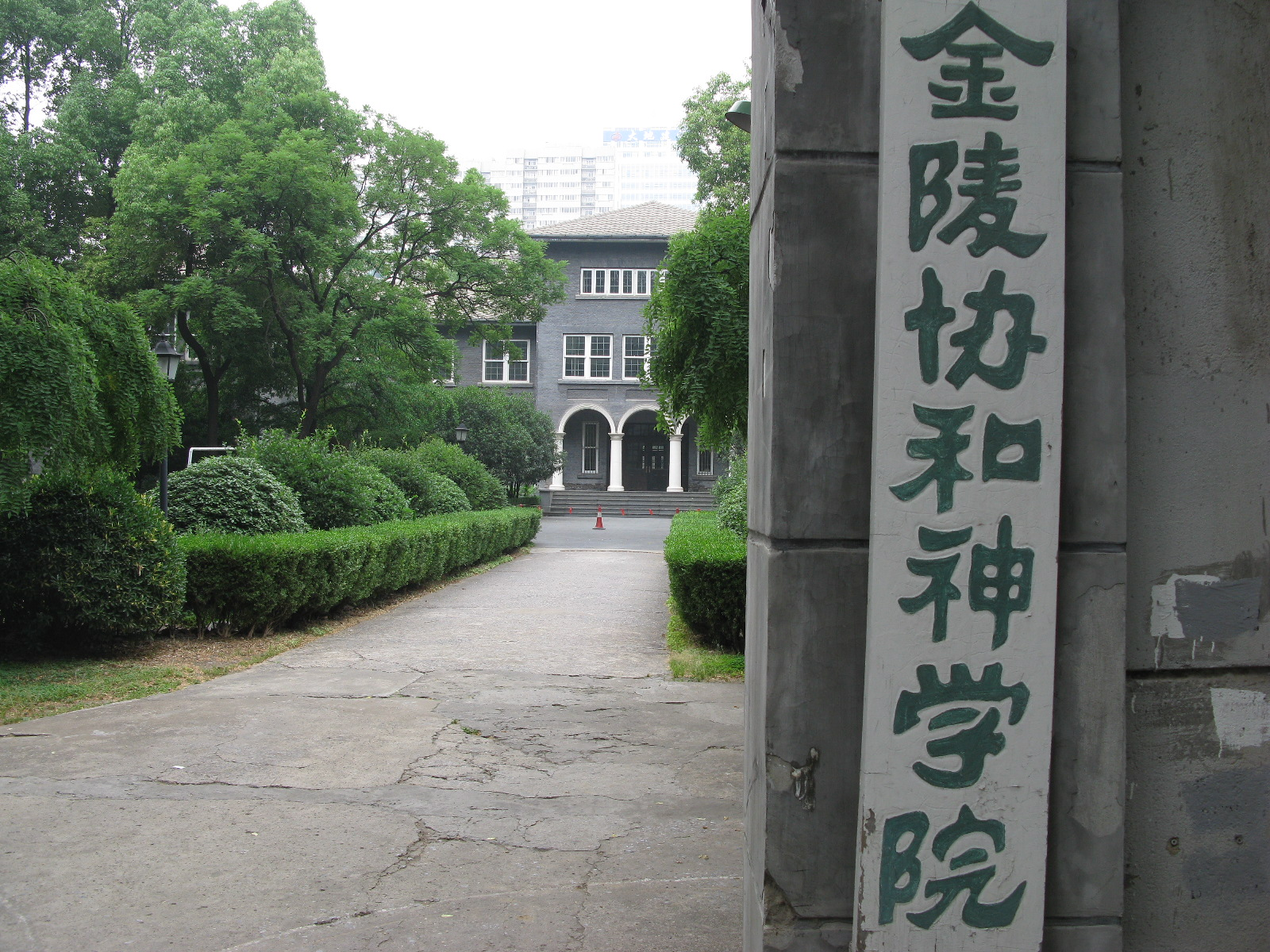
金陵协和神学院

金陵协和神学院老校区位于南京鼓楼区大锏银巷17号，原金陵女子神学院旧址，现存建于1921-1922年的主楼与西楼两座民国建筑。江宁新校区位于南京市江宁区江宁大学城樵歌路100号，校园分为崇拜区、教学行政区、体育运动区、生活区及校前广场区等。

## 历任院长
- 名誉院长：丁光训（2010年-）
- 院长：
  - 丁光训（1952年-2010年）
  - 高峰（2010年-）

### 引用
1. ↑  汪坦、藤森照信. . 北京: 中国建筑工业出版社. 1992. ISBN 7112014697.
2. ↑  . 金陵协和神学院网.   [2011-10-11]. （原始内容存档于2011-09-02）.